# Roy Bean

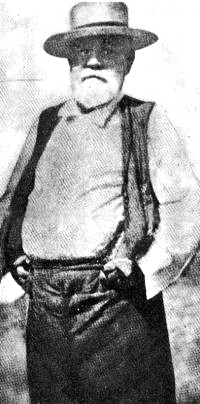
Roy Bean

Phantly Roy Bean (Mason County (Kentucky), ca. 1825 – Langtry (Texas), 16 maart 1903), bijgenaamd Hanging Judge Roy Bean of ook The Law West of the Pecos, was een roemruchte figuur uit de begintijd van het Amerikaanse Wilde Westen. 

## Naar het Westen
Geboren in Mason County, Kentucky, volgde hij op 15-jarige leeftijd zijn oudere broers naar New Mexico en later Californië. Onder protectie van zijn broer Sam, de eerste burgemeester van San Diego begon hij een bar, maar hield zich vooral bezig met gokken en duelleren. Nadat hij een man had gedood en een ander verwond werd hij gearresteerd, maar hij wist te ontkomen en vluchtte terug naar New Mexico, waar zijn andere broer Joshua inmiddels sheriff was geworden. Vervolgens trok hij naar San Antonio, werd saloonhouder en stichtte een gezin.
Tijdens de Amerikaanse Burgeroorlog hield hij zich in leven met wapensmokkel, en na deze oorlog met zwendel, zoals het verkopen van met water aangelengde melk. 

## Voorbij de Rio Pecos
Toen de grond hem te heet onder de voeten werd, trok hij met de spoorweg mee naar het verre westen, dwars door de Chihuahuawoestijn en sloeg (letterlijk) zijn tenten op in een nederzetting ten noorden van de Rio Grande, die Langtry werd genoemd. Hij verkocht daar whisky, maar toen men iemand zocht om het recht te handhaven koos men hem tot "vrederechter". Sindsdien sprak hij recht vanuit zijn saloon.
Hij bouwde er een bizarre reputatie op als rechter die vonnissen uitsprak om zijn eigen zak te spekken. Treinreizigers waren een geliefd doelwit. Als zij in zijn saloon een consumptie namen om te wachten tot de trein weer vertrok, 'vergat' hij steevast hun wisselgeld. Probeerden zij te reclameren, dan zocht hij in zijn wetboek een onbekend artikel om hen een boete op te leggen gelijk aan het wisselgeld.

## De "Hangin' Judge"
Roy Bean staat bekend als de "Hangin' Judge" vanwege zijn vele veroordelingen tot de strop, maar dat schijnt eerder legende dan waarheid te zijn. Volgens sommige bronnen was die titel voorbehouden aan ene Isaac Parker uit Arkansas, die 172 doodvonnissen uitsprak en er daarvan 88 zelf uitvoerde. De auteur Jack Skiles zegt in zijn boek "Judge Roy Bean Country" zelfs, dat er geen bewijs is dat Roy Bean ooit een doodvonnis ten uitvoer bracht. 
Ondanks zijn discutabele reputatie werd Roy Bean vele malen herkozen als rechter, "the Law West of the Pecos".

## Lillie Langtry
Toen Bean zich vestigde in het dorpje Langtry, vernoemd naar een Amerikaanse ingenieur van Southern Pacific Railroad, en er een saloon bouwde noemde hij deze de Jersey Lilly, naar de Engelse actrice Lillie Langtry. Hij beloofde de dorpelingen dat Langtry op bezoek zou komen en schreef haar veel brieven. Uit erkentelijkheid zou ze hem twee pistolen hebben gestuurd. Toen Langtry uiteindelijk besloot, onderweg van New Orleans naar San Francisco, om Bean op te zoeken, bleek hij tien maanden daarvoor te zijn overleden.

## Roy Bean in film en literatuur
- The Westerner (1940), film van William Wyler met Walter Brennan als Judge Roy Bean
- The Life and Times of Judge Roy Bean (1972), film van John Huston met Paul Newman als Judge Roy Bean
- De rechter (1959), stripverhaal door Morris
- De gevangene van Kwelling Kreek (2005), stripverhaal door Keno Don Rosa